# Brisbane
Pour les articles homonymes, voir Brisbane (homonymie).
 (avril 2023).
Si vous disposez d'ouvrages ou d'articles de référence ou si vous connaissez des sites web de qualité traitant du thème abordé ici, merci de compléter l'article en donnant les références utiles à sa vérifiabilité et en les liant à la section « Notes et références ».
 (avril 2023).
Brisbane (/bʁizban/ ; en anglais : /ˈbɹɪzbən/, ) est la capitale et la ville la plus peuplée de l'État du Queensland, en Australie.
Elle est située à 731 kilomètres au nord-nord-est de Sydney, à 1 375 kilomètres au nord-est de Melbourne, à 1 601 kilomètres à l'est-nord-est d'Adélaïde et à 3 608 kilomètres à l'est de Perth.
Elle borde le fleuve Brisbane et s'étend sur une plaine humide bordée de collines, limitée par Moreton Bay et par les premiers contreforts de la cordillère australienne. À quelques kilomètres du centre-ville, le mont Coot-Tha accueille une plate-forme panoramique, un planetarium et des jardins botaniques.
Le site de Brisbane est appelé « Mian-Jin » par les Aborigènes Turrbal, ce qui signifie « L'endroit pointu ». Troisième ville d'Australie par le nombre d'habitants, elle compte en 2016 1 131 155 habitantset 2 270 800 dans l'aire urbaine. La ville doit son nom à sir Thomas Brisbane, le gouverneur de Nouvelle-Galles du Sud de 1821 à 1825. Fondée en 1824 à Redcliffe, à 28 kilomètres du centre-ville actuel, la colonie pénitentiaire de Brisbane est ensuite déplacée en amont, dans une boucle du fleuve Brisbane. Les premiers colons libres peuvent s'installer à Brisbane en 1842, peu après la fermeture du centre pénitentiaire. En 1859, la scission du nord de la Nouvelle-Galles du Sud donne lieu à la création du Queensland, dont Brisbane devient la capitale.
La ville joue un grand rôle pour les forces alliées pendant la Seconde Guerre mondiale et sert de quartier général au général Douglas MacArthur qui commande les forces alliées du sud-ouest du Pacifique. Plus récemment, Brisbane accueille les jeux du Commonwealth de 1982, l'exposition universelle Expo '88, ainsi que les Goodwill Games de 2001.
L'économie de Brisbane est basée sur les industries pétrochimiques, métallurgiques, agroalimentaires et mécaniques. Son port permet l'exportation des ressources naturelles de l'État (charbon, argent, plomb, zinc). La ville est également un important centre culturel et touristique, à peu de distance des stations balnéaires de la Sunshine Coast et de la Gold Coast. Après Melbourne en 1956 et Sydney en 2000, Brisbane sera en 2032 la troisième ville australienne à accueillir les Jeux olympiques.

## Histoire

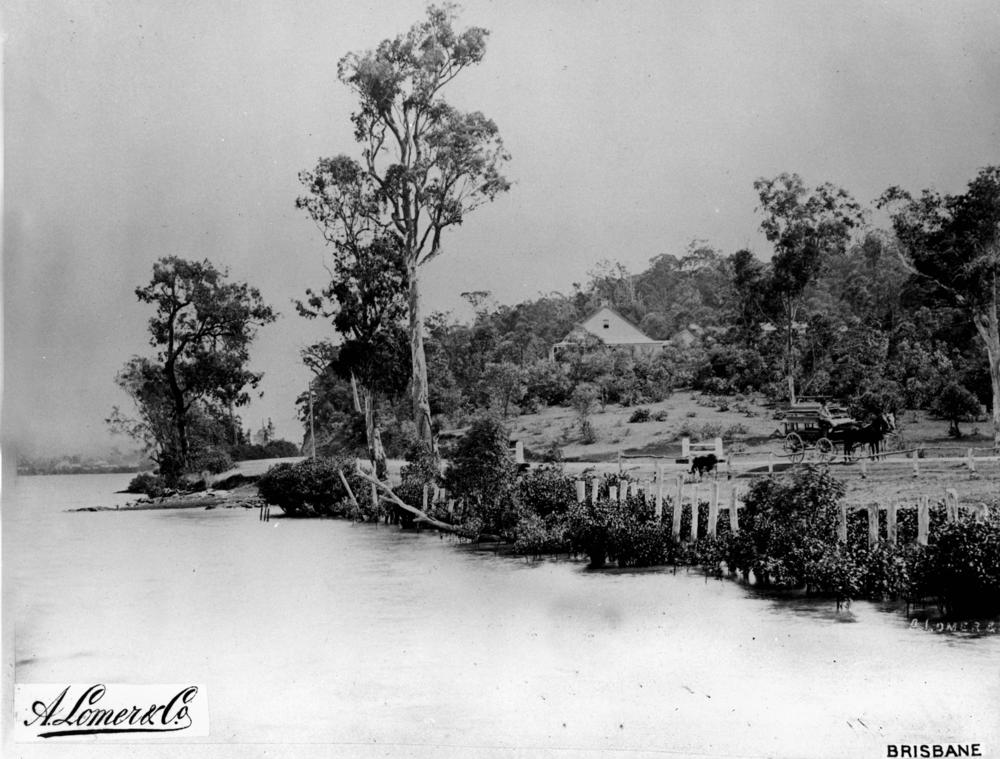
Paysage à taux de naturalité encore important près de Brisbane, en 1889.

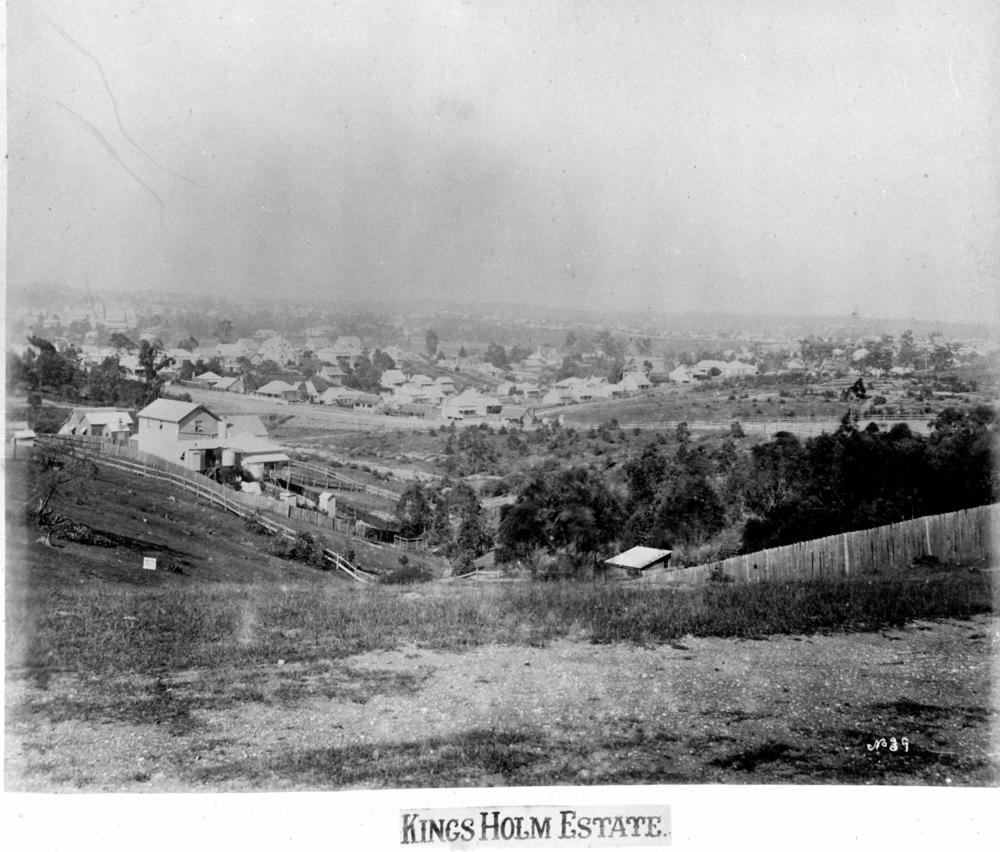
Zone de colonisation agricole et urbaine.

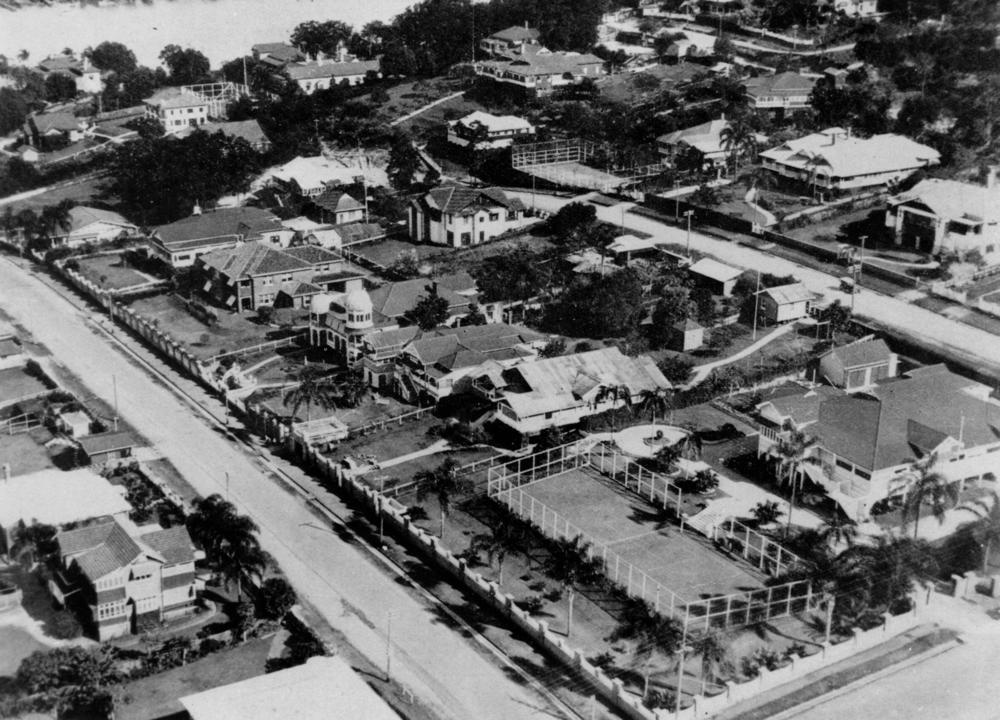
Ascot, riche quartier de la Banlieue de Brisbane, en 1930.

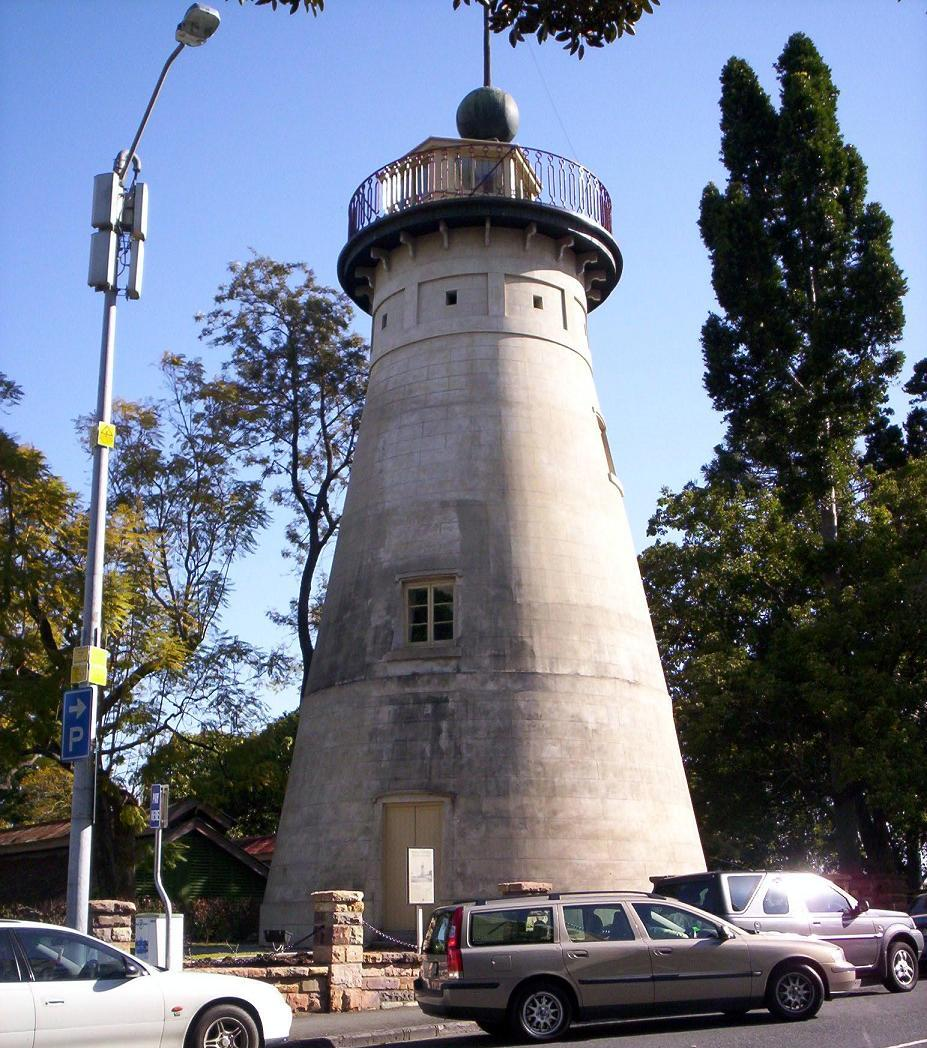
Le « moulin à vent » dans le parc Wickham, construit par des prisonniers en 1828.

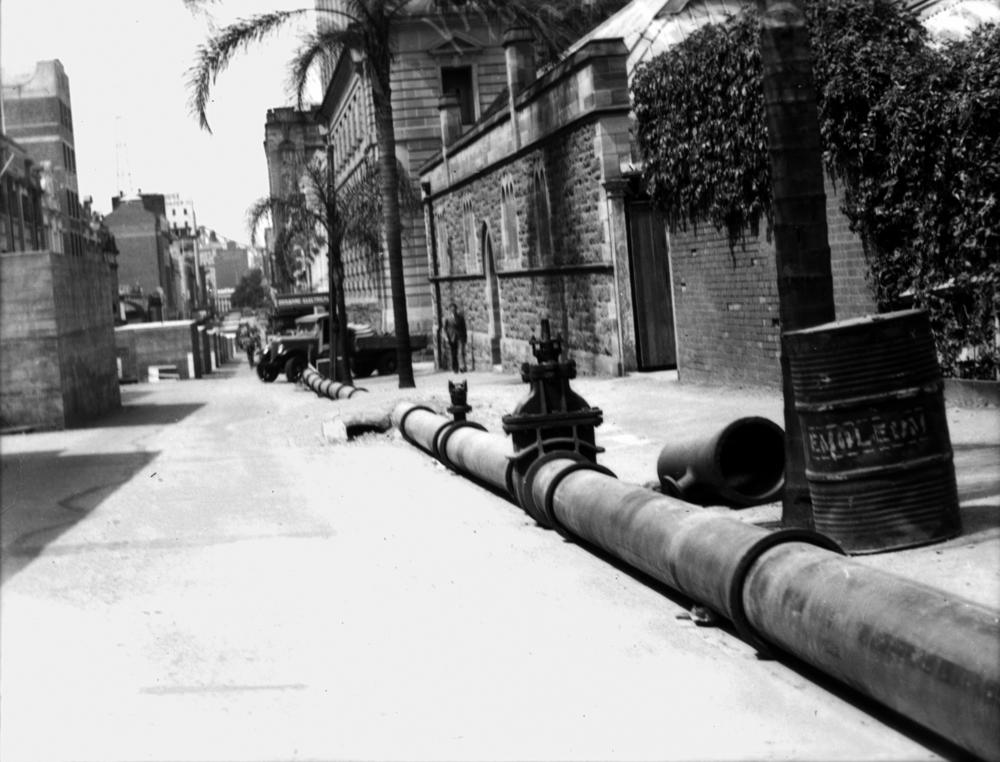
Réseau incendie d'eau salée, en cas d'attaque aérienne (1942).

Avant la colonisation britannique, Brisbane était appelée 'Mian-jin' par la tribu Turrbul (en), dont les ancêtres avaient migré dans la région à partir du détroit de Torrès.[réf. nécessaire]
En 1823, l'explorateur John Oxley explora la région de la baie Moreton, découvrit le fleuve Brisbane qu'il remonta sur une vingtaine de kilomètres jusqu'à l'actuelle ville de Goodna. En 1824, l'administration pénitentiaire décida d'installer une colonie pénitentiaire à Redcliffe. Mais faute d'un approvisionnement suffisant en eau de la région, un an après seulement, la colonie fut déplacée vers le sud, de Redcliffe à North Quay sur le fleuve Brisbane, qui fait maintenant partie du centre-ville de Brisbane. Les premiers colons européens s'installèrent dans la région en 1838.[réf. nécessaire]
Des missionnaires allemands s'installèrent à Zions Hill, à Nundah, dès 1837, cinq ans avant que Brisbane soit déclarée officiellement zone de colonisation. Parmi ces missionnaires, se trouvaient Christopher Eipper (1813–1894) et Carl Wilhelm Schmidt, ainsi que Haussmann, Johann Gottried Wagner, Niquet, Hartenstein, Zillman, Franz, Rode, Doege et Schneider. Ils reçurent la propriété de 260 hectares de terrains qu'ils mirent en valeur et qui devinrent la German Station.
D'autres colons s'installèrent pendant les cinq années suivantes et dès la fin 1840 l'explorateur Robert Dixon commença de dessiner les premiers plans d'occupation de la ville.
Enfin, en 1842, la zone fut déclarée officiellement ouverte pour une colonisation libre, tandis que la colonie pénitentiaire était fermée.[réf. nécessaire]
Le Queensland fut proclamé colonie indépendante de la Nouvelle-Galles du Sud le 10 décembre 1859 avec Brisbane comme capitale bien que la ville (city) ne fût incorporée qu'en 1902. Plus de vingt petites municipalités et comtés furent réunis en 1925 pour former l'actuelle ville de Brisbane,.
Le moulin à vent du parc Wickham et le vieux magasin général sont les deux plus anciens bâtiments de la ville. Tous deux ont été construits par les forçats en 1828.[réf. nécessaire]
À l'origine, le moulin à vent servait à moudre le grain et constituait une punition pour les prisonniers qui devaient broyer le grain par leur propre force. Par la suite, et peu de gens le savent, c'est de là que furent faits les premiers essais de signaux de télévision de l'hémisphère sud en avril 1934. Ces essais continuèrent jusqu'à la Seconde Guerre mondiale.
Le vieux magasin général servait au départ pour partie au stockage des céréales, puis d'hôtel pour accueillir les nouveaux immigrants avant de servir à l'entreposage des archives. Construit avec le tuf des falaises voisines de Kangaroo Point Cliffs et le grès d'une carrière près de l'actuel champ de course d'Albion Park, il accueille maintenant la société royale d'histoire de Brisbane. Il abrite un musée et peut être loué pour de petites réceptions,,.
Durant la Seconde Guerre mondiale, les troupes américaines stationnèrent dans la ville, qui devint le quartier général du général Douglas MacArthur, le commandant des forces alliées de la région Pacifique sud-ouest qui installa son quartier général dans l'actuel McArthur Central et le T & G Building. Environ un million de soldats américains transitèrent par l'Australie. En 1942, un sévère accrochage eut lieu à Brisbane entre Américains et Australiens ; il fit un mort et plusieurs blessés (Bataille de Brisbane (en)).
Brisbane a subi cinq sévères inondations en 1864, 1893, 1974, 2011 et 2022.
Les inondations de janvier 2011 sont les plus sévères que l'Australie et Brisbane aient jamais connues[réf. nécessaire]. L'économie locale s'en retrouva fortement perturbée, et les victimes furent nombreuses.
La ville accueillera les Jeux Olympiques et Jeux Paralympiques d'été en 2032.

## Géographie et climat

### Situation
Brisbane est située dans le Sud-Est du Queensland. La ville enjambe la Brisbane, et sa banlieue longe les rivages de la baie Moreton. La plus grande partie de Brisbane se situe sur la plaine côtière à l'est de la Cordillère australienne.

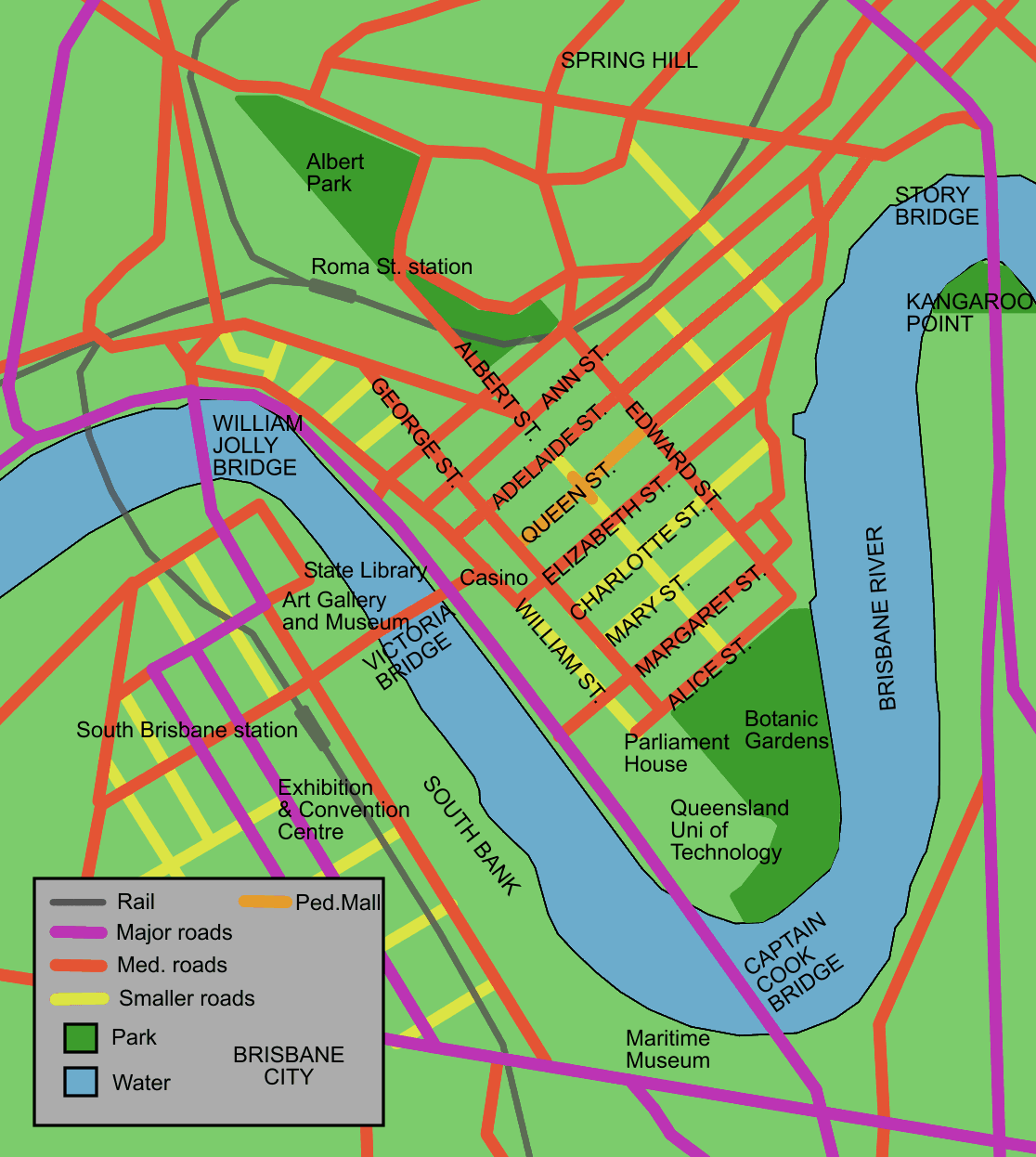
Plan du quartier d'affaires de Brisbane.

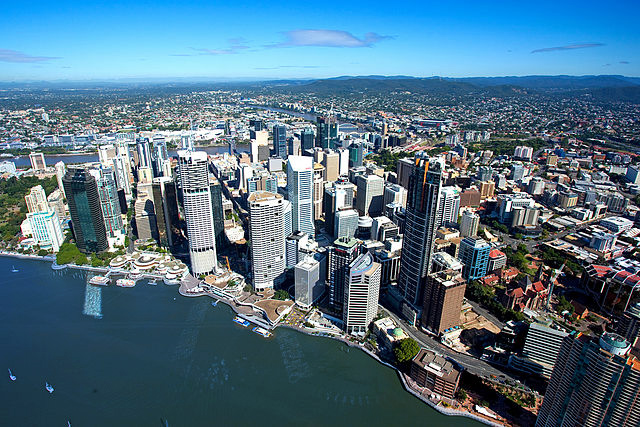
Vue aérienne de Brisbane.

Les quartiers les plus caractéristiques de Brisbane sont :
- Ipswich - célèbre pour son immense atelier du rail (attraction touristique). La population a presque doublé depuis 1994. Population : 252 733 habitants ;
- Logan City - une grande zone de croissance. Population : 120 500 habitants ;
- Redcliffe - une mini-ville à l'extérieur de Brisbane célèbre pour ses plages et un des ponts les plus longs de l'hémisphère sud, qui relie la périphérie de la ville à la péninsule de Redcliffe. Population : 49 071 habitants ;
- Caboolture - une grande zone au nord de Brisbane. Population : 112 458 habitants ;
- Pine Rivers - un comté associé à Brisbane. Population : 119 236 habitants ;
- Fortitude Valley - un quartier anciennement populaire, devenu l'un des quartiers chauds de la vie nocturne avec ses bars et ses boîtes de nuit situés principalement dans la partie piétonnière de Brunswick Mall ; ce quartier abrite également Chinatown. Le soir, Fortitude Valley accueille environ 30 000 personnes ;
- Toowong - un quartier étudiant situé à 4 km du centre-ville, au bord du fleuve Brisbane, proche de l'université du Queensland. Population : 16 295 habitants (2009)[18].

### Quartiers de Brisbane
Il existe au total 191 quartiers à Brisbane.[réf. nécessaire]

#### Quartiers centraux
Bowen Hills – Brisbane (CBD) – East Brisbane – Fortitude Valley – Herston – Highgate Hill – Kangaroo Point – Kelvin Grove – New Farm – Newstead – Paddington – Petrie Terrace – South Brisbane – Spring Hill – Teneriffe – West End – Woolloongabba.
Total : 17

#### Quartiers nord
Albion (en) – Alderley – Ascot – Aspley – Bald Hills – Banyo – Boondall – Bracken Ridge – Bridgeman Downs – Brighton – Brisbane Airport – Carseldine – Chermside – Chermside West – Clayfield – Deagon – Eagle Farm – Everton Park – Fitzgibbon – Gaythorne – Geebung – Gordon Park – Grange – Hamilton – Hendra – Kedron – Keperra – Lutwyche – McDowall – Mitchelton – Myrtletown – Newmarket – Northgate – Nudgee – Nudgee Beach – Nundah – Pinkenba – Sandgate – Shorncliffe – Stafford – Stafford Heights – Taigum – Virginia – Wavell Heights – Wilston – Windsor – Wooloowin – Zillmere.
Total : 48

#### Quartiers sud
Acacia Ridge (en) – Algester – Annerley – Archerfield – Berrinba – Burbank – Calamvale – Carole Park – Coopers Plains – Darra – Doolandella – Drewvale – Durack – Dutton Park – Eight Mile Plains – Ellen Grove – Fairfield – Forest Lake – Greenslopes – Heathwood – Holland Park – Holland Park West – Inala – Karawatha – Kuraby – Larapinta – Macgregor – Mackenzie – Mansfield – Moorooka – Mount Gravatt – Mount Gravatt East – Nathan – Oxley – Pallara – Parkinson – Richlands – Robertson – Rochedale – Rocklea – Runcorn – Salisbury – Seventeen Mile Rocks – Sinnamon Park – Stretton – Sumner – Sunnybank – Sunnybank Hills – Tarragindi – Tennyson – Upper Mount Gravatt – Wacol – Willawong – Wishart – Yeerongpilly – Yeronga.
Total : 56

#### Quartiers est
Balmoral (en) – Belmont – Bulimba – Camp Hill – Cannon Hill – Capalaba West – Carina – Carina Heights – Carindale – Chandler – Coorparoo (en) – Gumdale – Hawthorne – Hemmant – Lota – Lytton – Manly – Manly West – Moreton Island (parc naturel) – Morningside – Murarrie – Norman Park – Port of Brisbane – Ransome – Seven Hills – Tingalpa – Wakerley – Wynnum – Wynnum West.
Total : 29

#### Quartiers ouest
Anstead (en) – Ashgrove – Auchenflower – Bardon – Bellbowrie – Brookfield – Chapel Hill – Chelmer – Chuwar – Corinda – Enoggera – Enoggera Reservoir – Ferny Grove – Fig Tree Pocket – Graceville – Indooroopilly – Jamboree Heights – Jindalee – Karana Downs – Kenmore – Kenmore Hills – Kholo – Lake Manchester – Middle Park – Milton – Moggill – Mount Coot-tha – Mount Crosby – Mount Ommaney – Pinjarra Hills – Pullenvale – Red Hill – Riverhills – Sherwood – Sinnamon Park - St Lucia (en) – Taringa – The Gap – Toowong – Upper Brookfield – Upper Kedron – Westlake.
Total : 41

### Climat
Brisbane possède un climat subtropical humide aux précipitations abondantes combiné à un ensoleillement annuel très élevé, les hivers sont modérément chauds avec des températures dépassant les 20 °C en journée et les étés sont très chauds et moites, avec des températures dépassant facilement les 35 °C, accompagnés d'un taux d'humidité important. De courtes averses tropicales chaudes peuvent se produire.
L'ensoleillement moyen est très élevé : 2901.3 heures en moyennes par an.[réf. nécessaire]
| Mois                                            | jan.  | fév.  | mars  | avril | mai   | juin | jui.  | août  | sep. | oct.  | nov. | déc.  | année   |
| ----------------------------------------------- | ----- | ----- | ----- | ----- | ----- | ---- | ----- | ----- | ---- | ----- | ---- | ----- | ------- |
| Température minimale moyenne (°C)               | 21,7  | 21,5  | 20,3  | 17,4  | 13,8  | 11,8 | 10,5  | 10,9  | 13,9 | 16,5  | 18,8 | 20,5  | 16,5    |
| Température moyenne (°C)                        | 26,1  | 25,9  | 24,8  | 22,3  | 19,2  | 17   | 16,3  | 17,2  | 19,8 | 21,8  | 23,6 | 25,1  | 21,6    |
| Température maximale moyenne (°C)               | 30,4  | 30,2  | 29,2  | 27,2  | 24,5  | 22,1 | 22    | 23,4  | 25,7 | 27,1  | 28,3 | 29,6  | 26,6    |
| Record de froid (°C)                            | 17    | 16,5  | 12,2  | 10    | 5     | 5    | 2,6   | 4,1   | 7    | 8,8   | 10,8 | 14    | 2,6     |
| Record de chaleur (°C)                          | 40    | 41,7  | 37,9  | 33,7  | 30,7  | 29   | 29,1  | 35,4  | 37   | 38,7  | 38,9 | 41,2  | 41,7    |
| Ensoleillement (h)                              | 263,5 | 214,7 | 238,7 | 222   | 198,4 | 216  | 226,3 | 260,4 | 267  | 263,5 | 258  | 272,8 | 2 901,3 |
| Précipitations (mm)                             | 141,1 | 181,9 | 129,3 | 60,3  | 70,9  | 58,8 | 30,2  | 33    | 29,2 | 84,8  | 94   | 131,7 | 1 040,7 |
| dont nombre de jours avec précipitations ≥ 1 mm | 8,5   | 9,7   | 9,7   | 7,1   | 5,9   | 6,2  | 4     | 3,6   | 3,8  | 7,2   | 7,6  | 8,8   | 82,1    |
| Humidité relative (%)                           | 57    | 59    | 57    | 54    | 49    | 52   | 44    | 43    | 48   | 51    | 56   | 57    | 52      |

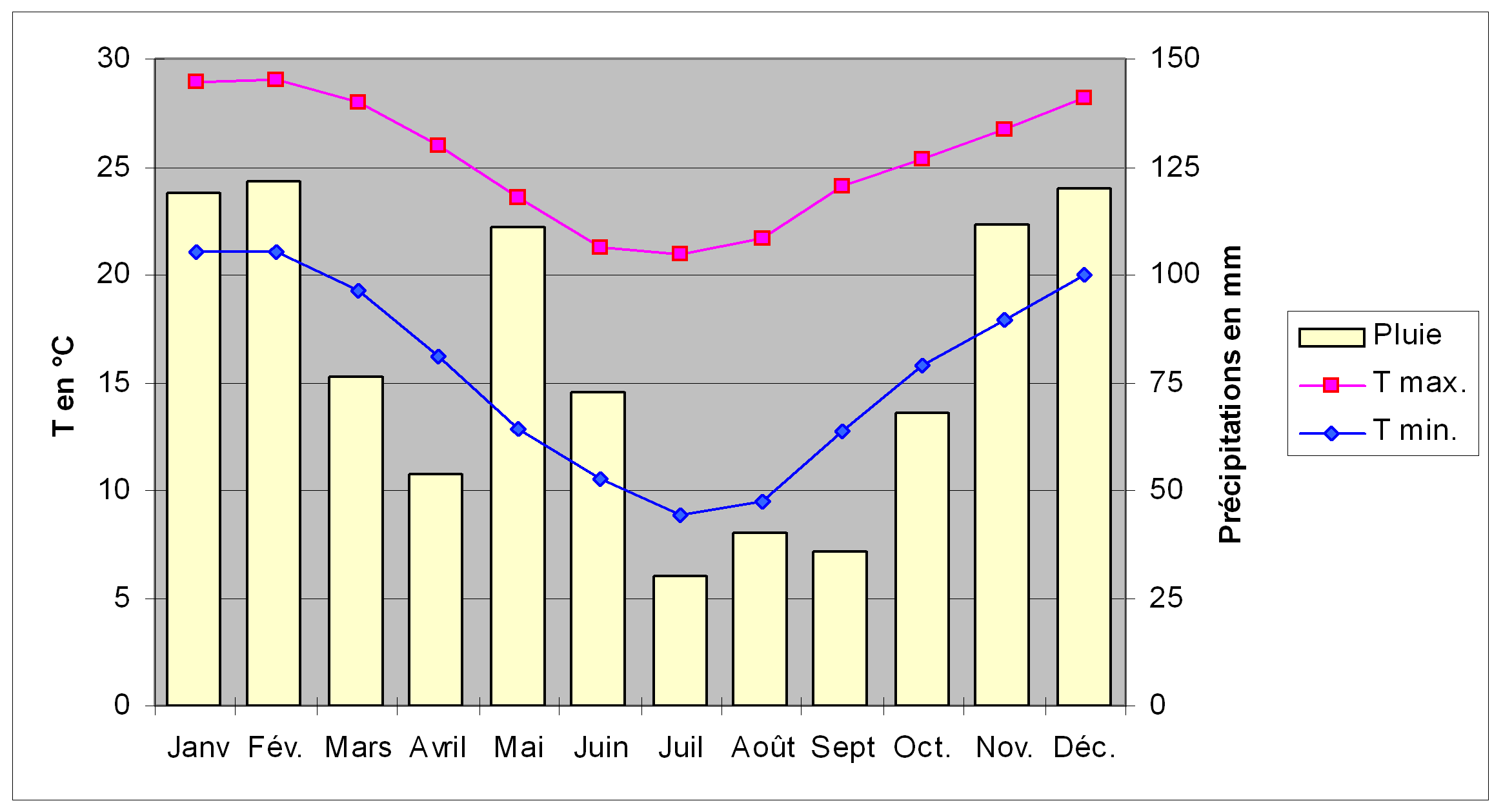
Thermométrie et pluviométrie à Brisbane, Source : Bureau of Meteorology.

Quelques extrêmes historiques[réf. nécessaire] :
- température maximale — 43,5 °C, 4 janvier 2013
- température minimale — -2,5 °C, 14 juillet 1940 et 2 juillet 1896
- mois le plus humide — 1 026 mm de pluie, février 1893
- jour le plus humide — 465 mm, 21 janvier 1887
- rafale de vent la plus forte — 145 km/h 4 février 1988

## Démographie
| Pays de naissance | Population (2021) |
| ----------------- | ----------------- |
| Australie         | 1 726 655         |
| Nouvelle-Zélande  | 111 649           |
| Angleterre        | 95 284            |
| Inde              | 51 650            |
| Chine             | 41 978            |
| Philippines       | 27 907            |
| Afrique du Sud    | 26 918            |
| Viêt Nam          | 20 308            |
| Corée du Sud      | 13 305            |
| Taïwan            | 12 826            |
| Écosse            | 11 956            |
| Malaisie          | 11 826            |
| Fidji             | 10 800            |
| États-Unis        | 10 530            |
| Hong Kong         | 9 799             |

La population de la ville de Brisbane est estimée à 1 600 000 habitants. Avec les régions sous administration locale environnantes, Brisbane a une population métropolitaine estimée à 1 733 200 habitants en 2003.
Brisbane City Council est la plus peuplée des Zones locales de Gouvernement en Australie et l'une des plus grandes villes du monde au regard de la superficie.
Brisbane possède le taux de croissance des capitales le plus élevé d'Australie. La population métropolitaine a augmenté de 10,5 % entre 1998 et 2003.
En 2009, Brisbane a été classée 16e ville la plus agréable au monde par The Economist.
Brisbane est également connue comme la ville avec la plus forte communauté de Néo-Zélandais en dehors de Nouvelle-Zélande. Plus de 100 000 vivent dans la ville, et presque 160 000 habitent l'agglomération.
En 2016, 2,4 % de la population de Brisbane est aborigène.
78,0 % de la population déclare ne parler que l'anglais à la maison, alors que 2,4 % de la population déclare parler le mandarin, 1,0 % le vietnamien, 0,9 % le cantonais, 0,7 % l'espagnol et 0,6 % l'hindi.

## Économie

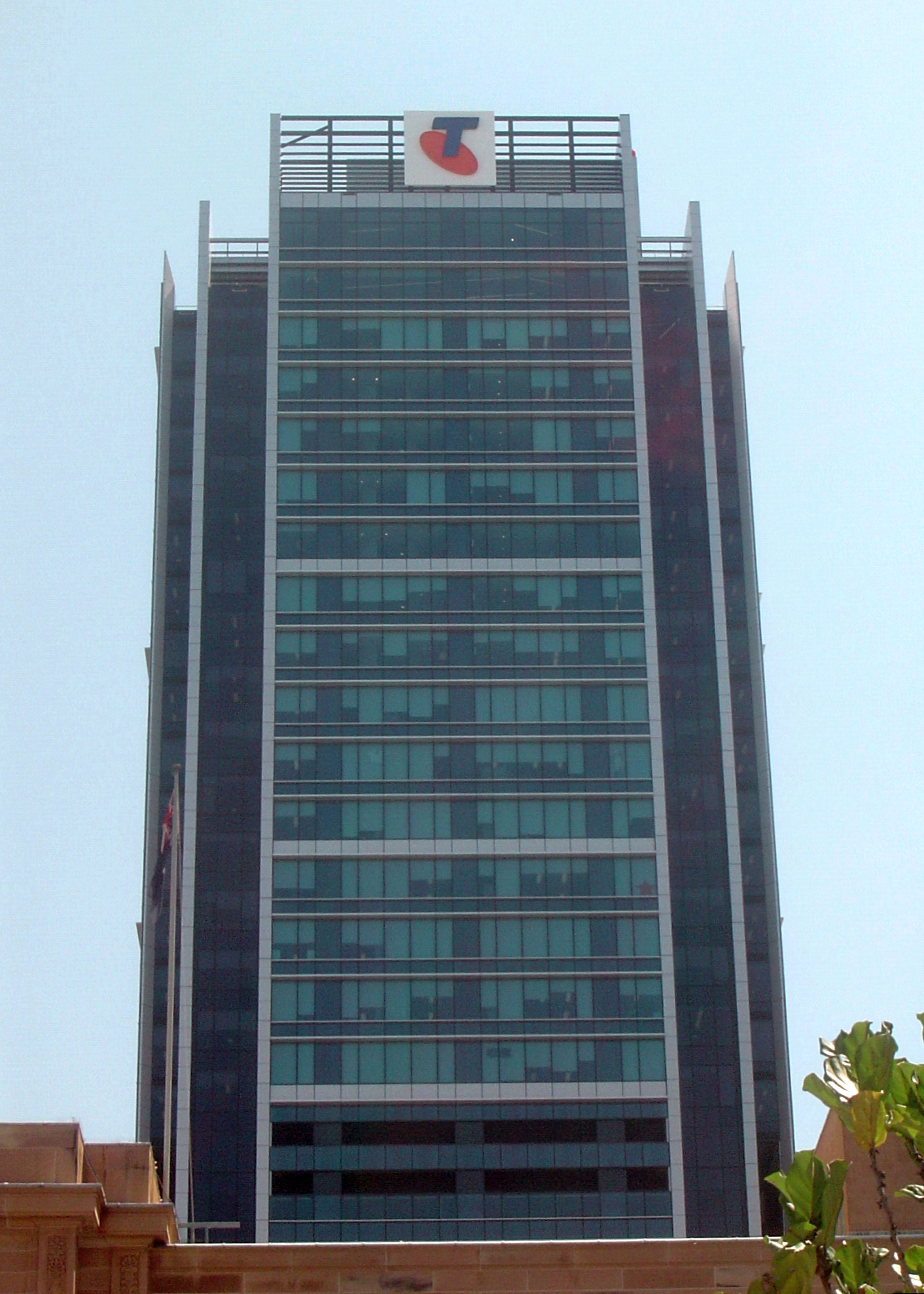
Immeuble 275 George Street dans le quartier d'affaires de Brisbane.

Brisbane a une économie variée et généralement active avec de nombreux secteurs et industries représentés dans la production totale de biens et de services.[réf. nécessaire]
Dans le secteur des services, on trouve les technologies de l'information et de la communication (par exemple Halfbrick), les services financiers, les hautes études et administrations du secteur public généralement concentrées dans et autour du centre-ville. Des parcs de bureaux ont été également établis en banlieue.[réf. nécessaire]
Le secteur industriel de production couvre le raffinage de pétrole, la production automobile (poids lourds du groupe Volvo), le transport maritime, la papeterie, la métallurgie et les ateliers de rail de QR ; leur implantation géographique correspond à l'aval de la Brisbane et aux nouvelles zones industrielles à la périphérie.[réf. nécessaire]
Brisbane abrite une cinquantaine de gratte-ciel.

## Transports
Brisbane possède un aéroport international (code AITA : BNE).
La ville possède en outre un réseau de trains de banlieue, composé de dix lignes suburbaines et de deux lignes interurbaines.
La ville possède également un réseau fluvial, le fameux citycat permettant de se déplacer facilement sur le fleuve.[réf. nécessaire]

## Politique et administration

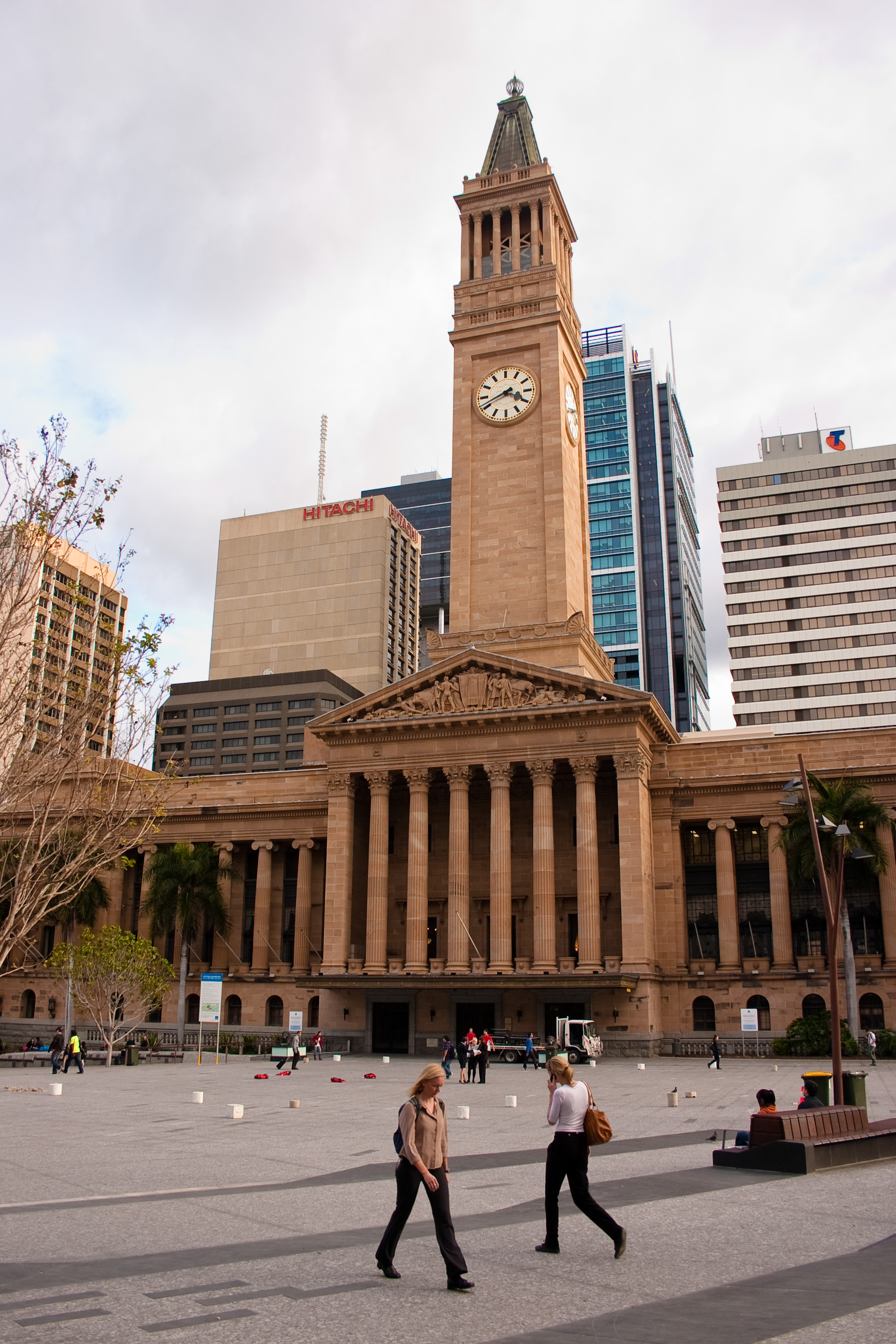
L'hôtel de ville, qui abrite le musée et le conseil municipal de Brisbane.

Brisbane constitue une zone d'administration locale du même nom, divisée en 26 zones, chacune d'entre elles étant représentée par un membre au conseil municipal qui est élu pour un mandat de quatre ans, ainsi que le lord-maire.

## Éducation
Brisbane possède plusieurs universités :
- l'université du Queensland, la première université du Queensland fondée en 1912,
- l'université de technologie du Queensland (QUT),
- l'université Griffith.

Dans le centre de la ville, la Brisbane Grammar School est une école secondaire renommée[réf. nécessaire].

## Sports

### Football australien
- Brisbane Lions, fondé en 1996 à la suite de la fusion entre les Brisbane Bears et les Fitzroy Lions. Ils évoluent au Gabba Stadium. Le club a été champion en 2001, 2002, 2003 et 2024.[réf. nécessaire]

### Rugby
- Rugby à XIII : Brisbane Broncos, fondé en 1988. Ils évoluent au Suncorp Stadium. Le club a été champion à 6 reprises en 1992, 1993, 1997, 1998, 2000 et 2006 et ont remporté le World Club Challenge en 1992 et 1997.
- Rugby à XV : Queensland Reds fondé en 1882. Ils évoluent au Suncorp Stadium et à quelques occasions au Ballymore Stadium. Le club a été champion en 1992, 1994, 1995 et 2011.

### Football
- Brisbane Roar Football Club, fondé en 1957 sous le nom de Hollandia Inala Soccer Club, puis renommé Queensland Roar en 2005 puis Brisbane Roar en 2009. ils évoluent au Suncorp Stadium. Le club a été champion en 2011, 2012 et 2014.

### Tennis
Tous les ans, Brisbane organise un tournoi de tennis professionnel, le Brisbane International, faisant partie du circuit ATP catégorie 250.
En 2017, le tournoi a été organisé du 1er au 8 janvier et le vainqueur du tournoi a emporté 77 980 $[réf. souhaitée].
Les joueurs ayant remporté le tournoi dans la catégorie « simple messieurs » sont :
- 2000 : Lleyton Hewitt (AUS)
- 2001 : Tommy Haas (DEU)
- 2002 : Tim Henman (GBR)
- 2003 : Nikolay Davydenko (RUS)
- 2004 : Dominik Hrbatý (SVK)
- 2005 : Joachim Johansson (SWE)
- 2006 : Florent Serra (FRA)
- 2007 : Novak Djokovic (SRB)
- 2008 : Michaël Llodra (FRA)
- 2009 : Radek Štěpánek (CZE)
- 2010 : Andy Roddick (USA)
- 2011 : Robin Söderling (SWE)
- 2012 : Andy Murray (GBR)
- 2013 : Andy Murray (GBR)
- 2014 : Lleyton Hewitt (AUS)
- 2015 : Roger Federer (SUI)
- 2016 : Milos Raonic (CAN)
- 2017 : Grigor Dimitrov (RUS)
- 2018 : Nick Kyrgios (AUS)

### Jeux Olympiques
Le 21 juillet 2021, Brisbane a été désignée par le Comité international olympique organisatrice des Jeux olympiques d'été de 2032.

## Culture

### Culture populaire
À la fin des années 1990, Brisbane a reçu le surnom ironique de Brisvegas ou Bris Vegas, en référence au style de musique qui s'y développait et à l'apparition des machines à sous dans le nouveau Treasury Casino (en) qui venait d'ouvrir ses portes.[réf. nécessaire]

### Jumelages
Les villes jumelées avec Brisbane sont au nombre de onze:
- Abu Dhabi (Émirats arabes unis)
- Auckland (Nouvelle-Zélande)
- Chongqing (Chine)
- Daejeon (Corée du Sud)
- Hyderabad (Inde)
- Kaohsiung (Taïwan)
- Kobe (Japon)
- Sapporo (Japon)
- Seattle (États-Unis)
- Semarang (Indonésie)
- Shenzhen (Chine)

## Personnalités liées à Brisbane
- Ethel Raybould (1899-1987), mathématicienne australienne, y est née.
- Lidia Morawska (1952-), physicienne polono-australienne, y vit.
- Miranda Otto, née le 15 décembre 1967 à Brisbane (Australie), est une actrice australienne. A joué Eowyn dans le Seigneur des Anneaux, Les nouvelles aventures de Sabrina, The Clearing.
- Craig Gaudion (1975-), producteur, réalisateur et scénariste australien.

## Galerie et panorama

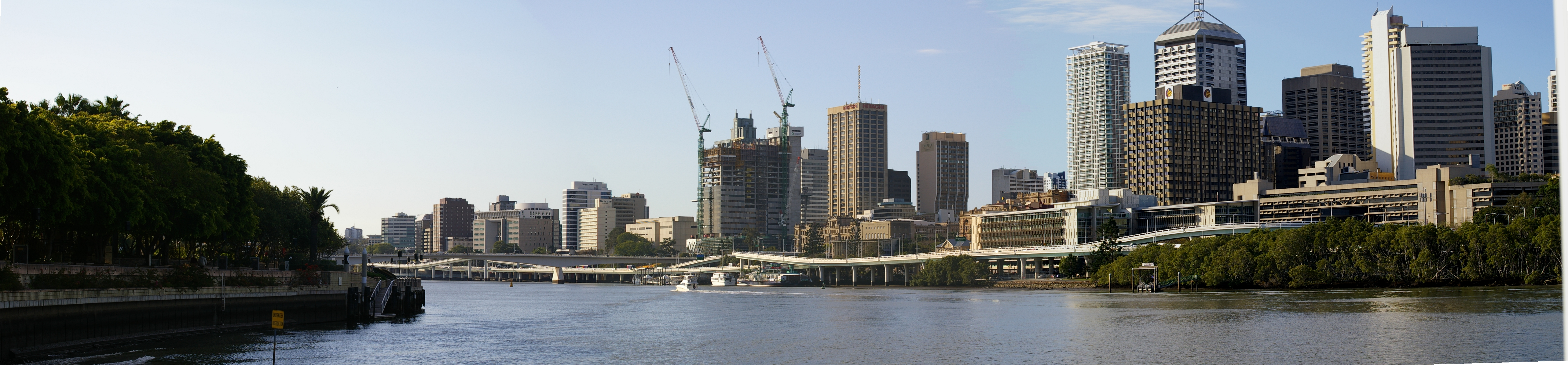
Brisbane : le fleuve et le centre-ville.

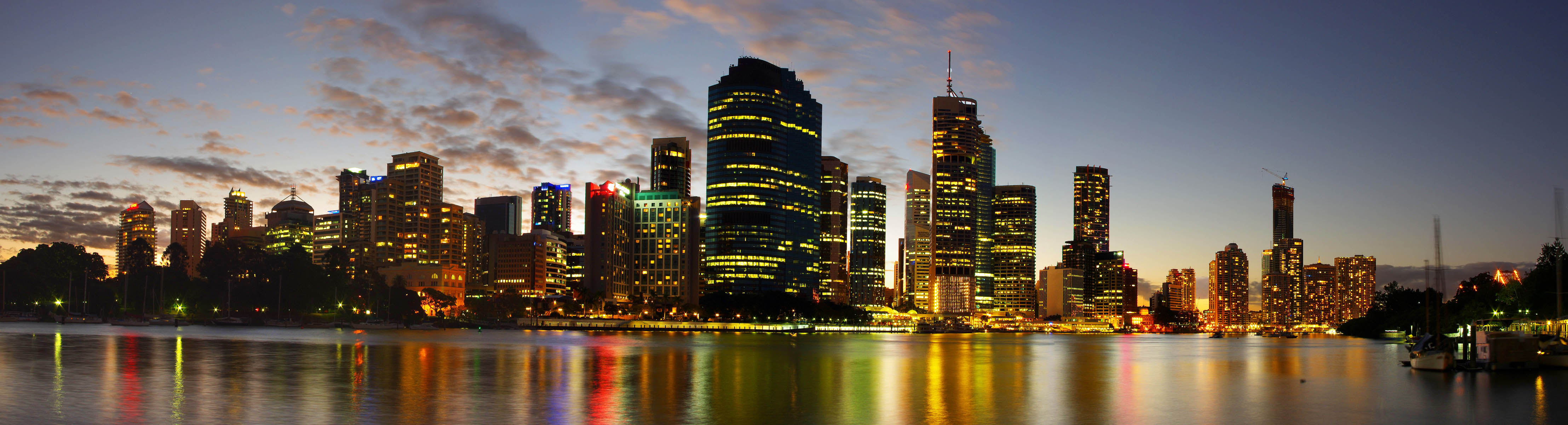
Les gratte ciel de Brisbane, vus de Kangaroo Point (en).
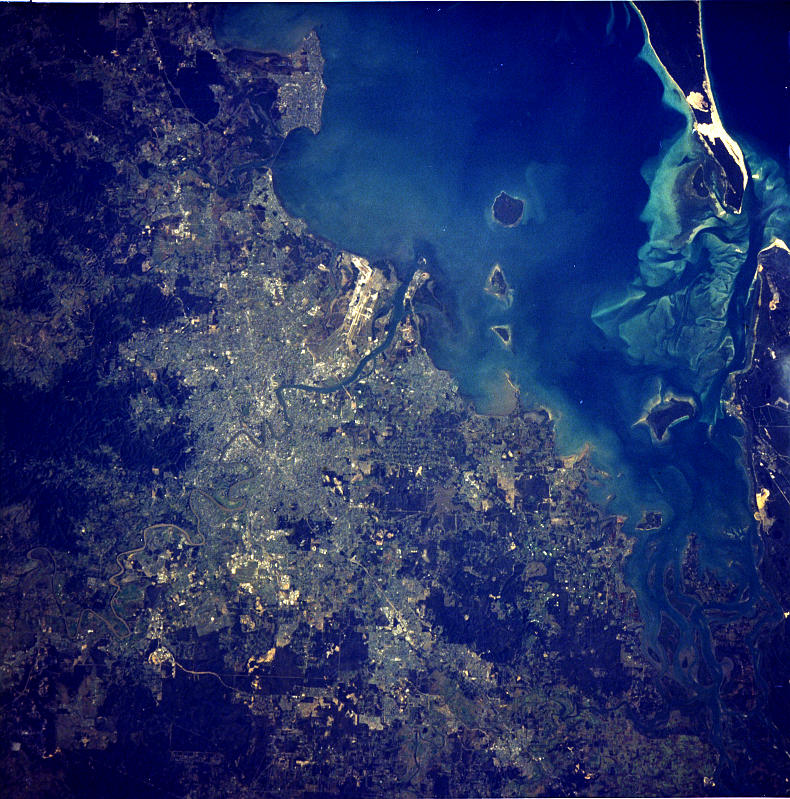
Vue satellite de la métropole de Brisbane.
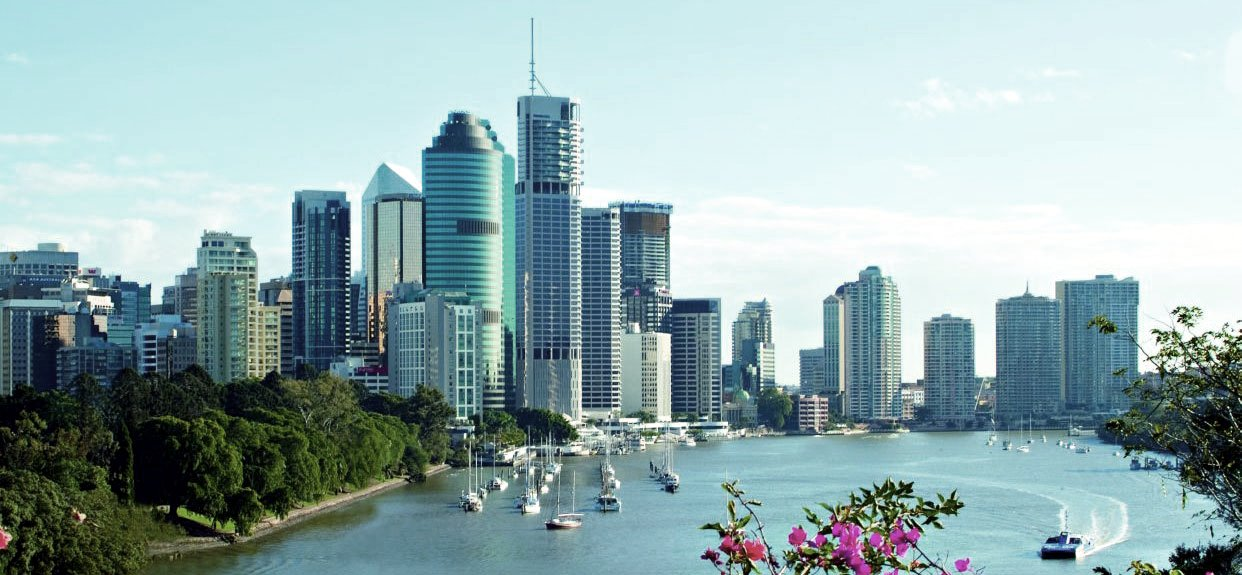
La métropole de Brisbane, centrée sur le fleuve Brisbane.
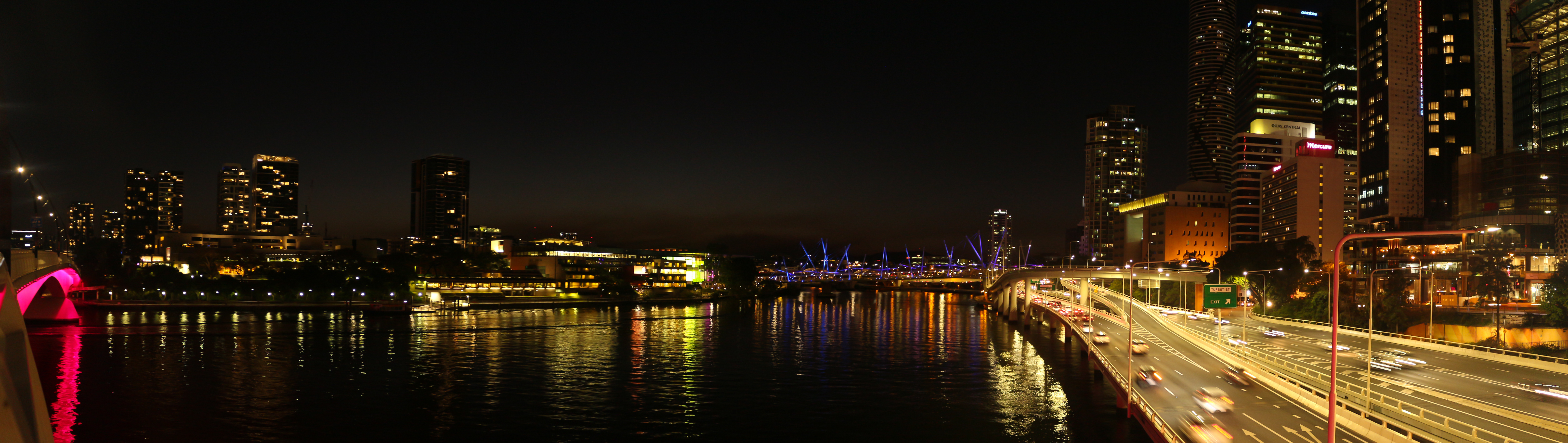
Vue de Brisbane de nuit, depuis le Victoria Bridge.